# Mie Miki
Mie Miki (御喜 美江, Miki Mie; Tokio, 15 september 1956) is een Japans accordeonist en hoogleraar aan de Folkwang Universität in de Duitse stad Essen. Ze woont in Nederland.

## Biografie
Op vierjarige leeftijd begon Miki met accordeonspelen. Door haar inspanningen ontstonden tot nu toe  meer dan 50 solo- en kamermuziekwerken voor en met accordeon, onder meer van Yuji Takahashi, Toshio Hosokawa, Adriana Hölszky, Hans-Joachim Hespos, Nicolaus A. Huber, H. Hayashi, Toshi Ichiyanagi, M. Ishii, Sven-Ingo Koch, Atsuhiko Gondai en M. Nomura.
Als solist heeft ze internationaal met vele belangrijke orkesten opgetreden, met het Orchestre de la Suisse Romande, New Japan Philharmonic, Gothenburg Symphony Orchestra, NHK-symfonieorkest en met het Belgisch Nationaal orkest; o.a. met de dirigenten Seiji Ozawa, Hiroyuki Iwaki, Hiroshi Wakasugi, Mario Venzago en Charles Dutoit. In 1989 ontving zij de Förderpreis des Landes Nordrhein-Westfalen.
Vanaf 1996 was Mie Miki erehoogleraar aan de Folkwang Hochschule, Duisburg. Sinds oktober 2003 is zij hoogleraar in het vak accordeon aan de Folkwang Hochschule in Essen. Ze nam talrijke cd's op. Haar cd Mie Miki Accordion J. S. Bach werd in 1997 bekroond met de RecordAcademy Award in Japan. In 2018 was zij winnaar van Opus Klassik 2018: Instrumentalist of the Year (accordeon) met haar CD Das Wohltemperierte Akkordeon (Label Bis)
- Bibsys: 10028521
- Gemeinsame Normdatei: 134462785
- International Standard Name Identifier: 0000 0003 6924 6562
- Library of Congress Control Number: no2002035978
- MusicBrainz: 29778b44-2623-4fd6-841e-94d684d5bc45
- Nationale Bibliotheek van Israël: 987011050439305171
- Réseau des bibliothèques de Suisse occidentale: 02-A013175543
- Virtual International Authority File: 9510103
- WorldCat: E39PBJhGYX378PRkMcYyddbmVC